# União das Freguesias de Agrela e Serafão
Die União das Freguesias de Agrela e Serafão ist eine portugiesische Gemeinde (Freguesia) im Kreis (Concelho) Fafe, Distrikt Braga, im Nordwesten Portugals.

## Geschichte
Die Gemeinde entstand im Zuge der Gebietsreform vom 29. September 2013 durch die Zusammenlegung der ehemaligen Gemeinden Agrela und Serafão.
Serafão wurde Sitz der neuen Verwaltung.

## Demographie
| Freguesia | Freguesia        | Freguesia | Freguesia       | ehemalige Freguesias | ehemalige Freguesias | ehemalige Freguesias | ehemalige Freguesias |
| --------- | ---------------- | --------- | --------------- | -------------------- | -------------------- | -------------------- | -------------------- |
| Wappen    | Freguesia        | Einwohner | Fläche in (km²) | Wappen               | Freguesia            | Einwohner            | Fläche in (km²)      |
|           | Agrela e Serafão | 1208      | 9,19            |                      | Agrela               | 187                  | 1,96                 |
|           | Agrela e Serafão | 1208      | 9,19            | Serafão              | 995                  | 7,77                 |                      |